# التهاب الكبد هـ
التهاب الكبد الوبائي هـ أو فيروس الالتهاب الكبدى الوبائى ئی (بالإنجليزية: Hepatitis E)‏ هو التهاب في الكبد ينتج عن عدوى بفيروس التهاب الكبد الوبائي هـ (إتش إي في)، ويعد نوعًا من التهابات الكبد الفيروسية. يتنقل التهاب الكبد الوبائي هـ بصورة رئيسية عبر الطريق الفموي الشرجي حاله حال التهاب الكبد أيه، على الرغم من أن الفيروسان غير مرتبطين ببعضهما. في الماضي، ظهر أول وباء لالتهاب الكبد الوبائي هـ عرفته البشرية في نيو دلهي عام 1955، ولكن لم يُعزل الفيروس حتى عام 1983 على يد علماء روسيين كانوا يحققون في وباء في أفغانستان. يعد فيروس التهاب الكبد الوبائي هـ إيجابي الاتجاه وأحادي السلسلة وغير مغلف يحوي رنا عشريني الأوجه، ويعتبر واحدًا من فيروسات التهاب الكبد الوبائي الخمسة وهي: أيه وبي وسي ودي وهـ.
حاله حال التهاب الكبد أيه، يتبع التهاب الكبد هـ عادةً سيرًا حادًا وذاتي الحد (أي أن الحالة مؤقتة ويتعافى الفرد) وتكون معدلات الوفيات منخفضة في المناطق الغنية بالموارد؛ لكن قد يكون أكثر شدة لدى النساء الحوامل والأشخاص الذين يعانون من ضعف في جهاز المناعة ويسبب معدلات وفيات أعلى بكثير. لدى النساء الحوامل، وخاصة في الثلث الثالث من الحمل، يكون المرض أكثر شدة ويرتبط بمتلازمة سريرية تدعى الفشل الكبدي الخاطف، إذ تصل معدلات الوفيات فيها إلى نحو 20%. في حين يكون سير المرض شديدًا وسريعًا لدى النساء الحوامل، قد يحدث شكل أبطأ وأكثر إزمانًا لدى متلقي زرع الأعضاء الذين يتناولون أدوية لإضعاف جهاز المناعة والوقاية من رفض العضو ويسمى التهاب الكبد المزمن هـ، ويُشخص بعد 3 أشهر من العدوى الفيروسية المستمرة. يمكن جمع فيروس التهاب الكبد الوبائي هـ وراثيًا في 8 أنماط جينية، ويميل النمطان الجينيان 3 و4 إلى أن يتسببا في التهاب الكبد المزمن لدى المثبطين مناعيًا.
في عام 2017، قُدر عدد الإصابات بالتهاب الكبد الوبائي هـ بأكثر من 19 مليون إصابة. يعتبر الأفراد الأكثر عرضة للإصابة بفيروس التهاب الكبد الوبائي هـ هم الرجال الذين تتراوح أعمارهم بين 15 إلى 35 عامًا. جرت الموافقة على استخدام لقاح واقي (إتش إي في 239) في الصين.

## العلامات والأعراض

### العدوى الحادة
تمتد فترة الحضانة في التهاب الكبد الوبائي هـ وسطيا مدة 40 يومًا، وتتراوح بين أسبوعين حتى 8 أسابيع. بعد طور بادري قصير، قد تشمل الأعراض اليرقان والتعب والغثيان، رغم أن معظم حالات الإصابة بالتهاب الكبد الوبائي هـ غير عرضية. يترافق الطور العرضي مع ارتفاع مستويات ناقلات الأمين الكبدية. يصبح الرنا الفيروسي قابلًا للكشف في البراز ومصل الدم خلال فترة الحضانة. تظهر أضداد الغلوبيولين المناعي م والغلوبيولين المناعي ج ضد فيروس التهاب الكبد الوبائي هـ قبيل بدء الأعراض السريرية مباشرة. يؤدي التعافي إلى زوال الفيروس من الدم، في حين يبقى موجودًا في البراز لمدة أطول بكثير. يُحدد الشفاء أيضًا باختفاء أضداد الغلوبيولين المناعي م وزيادة مستويات الغلوبيولين المناعي ج.

### العدوى المزمنة
يدوم المرض أسبوعين ثم يتماثل المريض للشفاء عادةً، ولكن تختلف الحالة لدى المرضى ذوي الجهاز المناعي الضعيف، وخاصة أولئك الذين خضعوا لزراعة عضو صلب، إذ تتحول الإصابة بالتهاب الكبد الوبائي هـ إلى عدوى مزمنة. قد يؤدي هذا الأمر عادةً إلى مرض مهدد للحياة مثل الفشل الكبدي الخاطف أو تشمع الكبد.

## العدوى
ينتقل هذا الفيروس إلى الإنسان عن طريق الفم بواسطة المأكل والمشرب الملوثين. ولأن الفيروس يخرج من جسم المصاب عن طريق البراز فعادة يكون سبب العدوى مياه الشرب الملوثة بمياه الصرف الصحي. وتتراوح فترة حضانة الفيروس بين أسبوعين وتسعة أسابيع. ويعتبر الأشخاص بين 15-40 سنة أكثر عرضة للإصابة بهِ. وكذلك النساء الحوامل من أكثر المعرضين وبشكل خاص للإصابة بهذا الفيروس وتكون نسبة الوفاة لديهن أعلى بكثير، إذ ربما تصل إلى 20% مقارنة بأقل من 1% عند الآخرين.

## التشخيص
يشخص المرض عن طريق فحص الدم واكتشاف الأجسام المضادة للفيروس، وأفضل احتمالات التنبوء به هي في وجود كارثة وبائية أو بيئية، مثل الفيضانات وغيرها التي تخلف الكثير من الضخايا والجثث والتلوث البيئي.

## العلاج
يسبب الفيروس عادة التهاباً كبدياً حاداً وغالباً ما يزول تلقائيا لذلك لا يتم إعطاء أدوية ولكن ينصح المريض بالإكثار من شرب السوائل وتناول غذاء صحي ومتوازن.

## الوقاية
من الخطوات الواجب اتباعها للوقاية من انتشار المرض والإصابة به:
- تعقيم مصادر مياه الشرب
- تناول الأطعمة غير الملوثة أو المطبوخة بالنار حيث أن الحرارة تقضي على الفيروس.
- منع تلوث مياه الشرب بمياه الصرف الصحي.
- الاهتمام بالنظافة الشخصية خاصة لدى المصابين وذلك بغسل اليدين بالماء والصابون بعد استعمال الحمام.